# Peter von Schaumberg
Peter von Schaumberg (Mitwitz, 22 febbraio 1388 – Dillingen an der Donau, 12 aprile 1469) è stato un cardinale tedesco.

## Biografia
Membro di una nobile famiglia tedesca, era figlio di Georg von Schaumberg e Elizabeth von Schweinshaupten.
Frequentò gli studi dapprima presso la scuola della cattedrale di Würzburg; dopo il 1409 all'università di Heidelberg e, a partire dal 1419, presso l'università di Bologna, dove studiò giurisprudenza.
Dopo aver finito gli studi, si recò a Roma, dove fu nominato ciambellano papale, cubicularium papale e membro della famiglia pontificia. Nel 1420 divenne giudice e canonico del capitolo della cattedrale di Würzburg. Fu vicario generale dell'arcidiocesi di Bamberga dal 1422 al 424 ed arcidiacono del capitolo della cattedrale di Bamberga nel 1423. Questo stesso anno ricevette gli ordini sacri.
Il 27 febbraio 1424 fu nominato vescovo di Augusta. Si mise al servizio degli imperatori Sigismondo e Alberto II e fu così coinvolto nei principali avvenimenti politici della sua epoca; in particolare si distinse per il raggiungimento di un accordo di pace nella guerra contro gli Hussiti.
Fu creato cardinale presbitero da papa Eugenio IV nel concistoro del 18 dicembre 1439 e ricevette il titolo cardinalizio di San Vitale l'8 gennaio 1440 mantenendo la sede di Augusta fino alla morte. Come cardinale, non partecipò a nessuno dei conclavi del suo tempo (1447, 1455, 1458 e 1464).
È morto nel castello di Dillingen il 12 aprile 1469 ed è stato sepolto nella cattedrale di Augusta. La sua tomba fu profanata dai protestanti nel XVI secolo.

## Successione apostolica
La successione apostolica è:
- Cardinale Johann von Eych (1446)
- Vescovo Martin Dieminger (1452)
- Vescovo Jodok Seitz, O.Praem. (1464)
- Vescovo Wilhelm von Reichenau (1464)

## Fonti
- (EN)  Scheda biografica su www2.fiu.edu
- Lorenzo Cardella, Memorie storiche de' cardinali della Santa Romana Chiesa, Roma 1793, vol. III, pp. 84–85